# شان هاتوسی
شان هاتوسی (انگلیسی: Shawn Hatosy؛ زادهٔ ۲۹ دسامبر ۱۹۷۵) هنرپیشه اهل ایالات متحده آمریکا است. وی از سال ۱۹۹۵ میلادی تاکنون مشغول فعالیت بوده‌است.
از فیلم‌ها یا برنامه‌های تلویزیونی که وی در آن نقش داشته‌است می‌توان به نام من ارل است، ۱۱:۱۴، ذهن‌های مجرم، دشمنان ملت، هر جا جز این‌جا، کادر آموزشی، آلفا داگ، هاوایی فایو-زیرو، اختراع ابوت‌ها، ستوان بد: بندر نیواورلئان، پروژه لازاروس، پستچی، گیسوکمند، جان کیو، دختر کارخانه‌ای، خانه‌ای برای تعطیلات، درون و بیرون، خنک‌کننده، شناگران، سیمپاتیکو، پایین برای تو، پسر نوبل، نیاگارا، نیاگارا و از مردگان متحرک بترسید اشاره کرد.